# Sito di speciale interesse scientifico

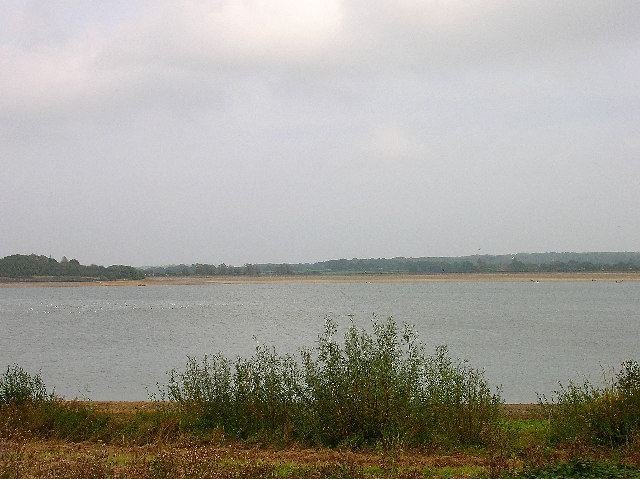
Arlington Reservoir, un SSSI biologico di ad Arlington, nell'East Sussex

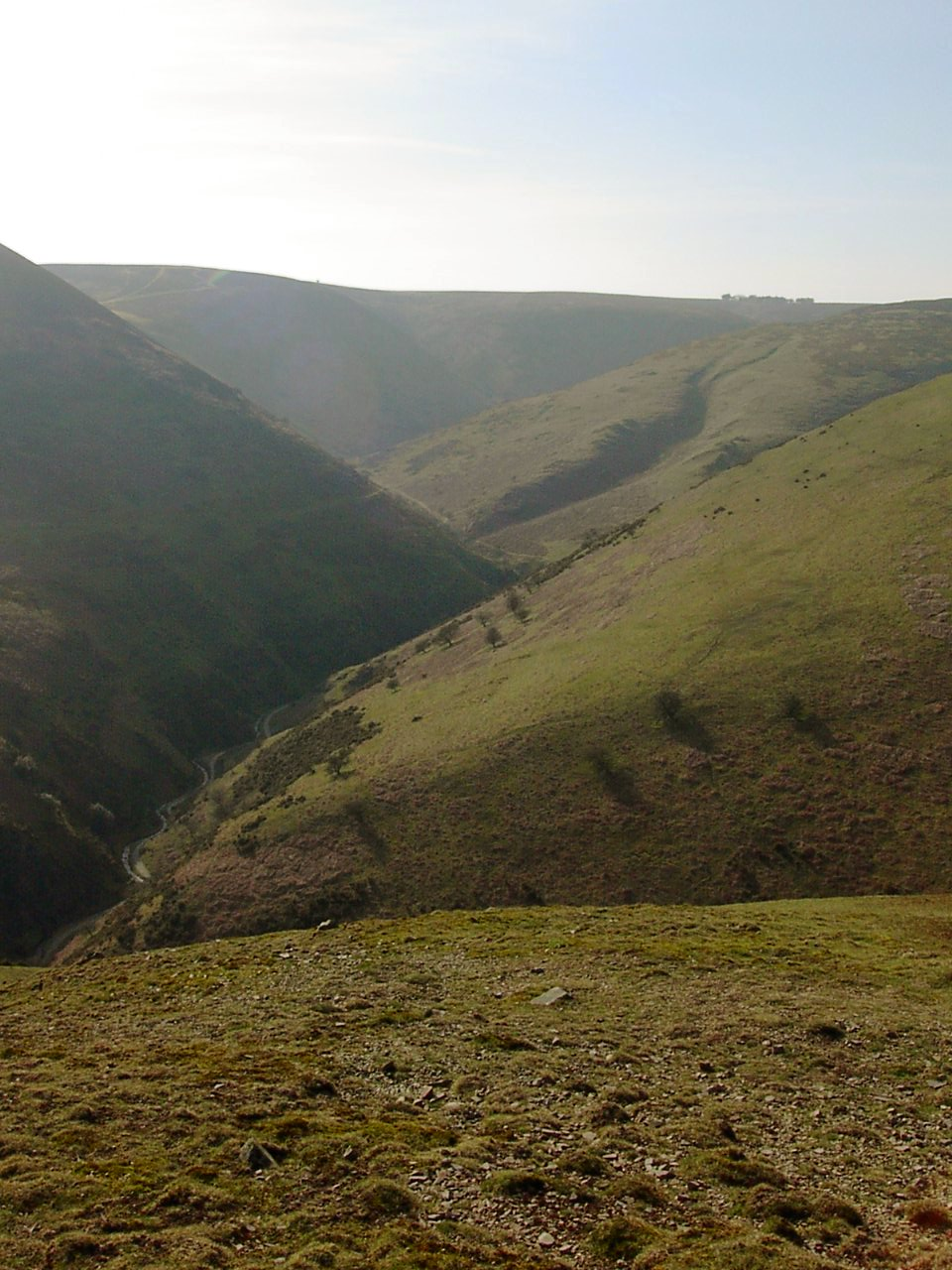
Long Mynd, vista su Ashes Hollow verso Pole Bank

Un sito di speciale interesse specifico (SSSI) in Gran Bretagna o area di speciale interesse scientifico (ASSI) nell'Isola di Man e nell'Irlanda del Nord è una designazione di conservazione che denota un'area protetta nel Regno Unito e nell'Isola di Man. Gli SSSI/ASSI sono l'elemento fondamentale della legislazione sulla conservazione della natura basata sui siti. La maggior parte delle altre designazioni legali di conservazione della natura/geologica nel Regno Unito si basa su di essi, comprese le riserve naturali nazionali, i siti Ramsar, le aree di protezione speciale e le aree speciali di conservazione. L'acronimo "SSSI" è spesso pronunciato "tripla-S I".

## Selezione e conservazione
I siti notificati per il loro interesse biologico sono noti come SSSI biologici (o ASSI) e quelli notificati per interesse geologico o fisiografico sono SSSI geologici (o ASSI). I siti possono essere suddivisi in unità di gestione, con alcune aree che includono unità note per interesse sia biologico che geologico.

### SSSI biologici
Gli SSSI/ASSI biologici possono essere selezionati per vari motivi, che in Gran Bretagna sono disciplinati da linee guida di selezione SSSI pubblicate. All'interno di ciascuna area può essere identificata una serie rappresentativa dei migliori esempi di ciascun habitat naturale significativo e per gli habitat più rari possono essere inclusi tutti gli esempi. Possono essere selezionati siti di particolare importanza per vari gruppi tassonomici (ad esempio uccelli, libellule, farfalle, rettili, anfibi, ecc.) - ognuno di questi gruppi ha il proprio insieme di linee guida per la selezione.
La conservazione delle SSSI/ASSI biologiche di solito comporta la continuazione dei processi naturali e artificiali che hanno portato al loro sviluppo e sopravvivenza, ad esempio il continuo pascolo tradizionale di brughiere o praterie calcaree.
In Inghilterra, l'ente che designa gli SSSI, Natural England, seleziona gli SSSI biologici all'interno di aree naturali che sono aree con particolari caratteristiche paesaggistiche ed ecologiche, o sulla base delle contee. In Scozia, l'autorità designante è NatureScot; il ruolo in Galles è svolto da Natural Resources Wales (ex Countryside Council for Wales). Nell'Isola di Man il ruolo è svolto dal Dipartimento dell'Ambiente, dell'Alimentazione e dell'Agricoltura.

### SSSI geologici
In Gran Bretagna gli SSSI/ASSI geologici sono selezionati con un meccanismo diverso da quelli biologici, con un sistema minimalista che seleziona un sito per ogni caratteristica geologica. Specialisti accademici geologi hanno esaminato la letteratura geologica, selezionando siti presenti in Gran Bretagna, di importanza almeno nazionale per ciascuna delle caratteristiche peculiari all'interno di ciascun argomento geologico (o blocco). Ciascuno di questi siti è descritto, in gran parte pubblicato, nella serie Geological Conservation Review, e così diventa un sito GCR. Quasi tutti i siti GCR  vengono successivamente identificati come SSSI geologici, ad eccezione di alcuni che coincidono con unità di gestione SSSI biologiche designate. Un sito GCR può contenere caratteristiche di diversi blocchi tematici, ad esempio un sito può contenere strati contenenti fossili di vertebrati, fossili di insetti e fossili di piante e può anche essere importante per la stratigrafia.
I siti geologici si dividono in due tipi, con diverse priorità di conservazione: siti di esposizione e siti di deposito.
I siti di esposizione sono i luoghi in cui cave, detriti ferroviari in disuso, scogliere o affioramenti danno accesso a estese caratteristiche geologiche, come particolari strati di roccia. Se l'esposizione viene oscurata, la caratteristica potrebbe in linea di principio essere riesposta altrove. La conservazione di questi siti di solito si concentra sul mantenimento dell'accesso per studi futuri.
I siti di deposito hanno caratteristiche di estensione limitata o fisicamente delicate, ad esempio includono piccole lenti di sedimento, residui di miniera, grotte e altre entità morfologiche del terreno. Se tali elementi vengono danneggiati, non possono essere ricreati e la conservazione di solito comporta la protezione dell'elemento dall'erosione o da altri danni.

## Stato legislativo
Dopo la devoluzione, le disposizioni di legge per SSSI (Scozia, Inghilterra, Galles) e ASSI (Irlanda del Nord) sono differenti tra i paesi del Regno Unito. Il sistema ASSI dell'Isola di Man è un'entità separata.
NatureScot pubblica una sintesi degli accordi SSSI per proprietari e occupanti SSSI (diversi dagli enti pubblici) che può essere scaricata dal suo sito web. I documenti legali per tutti gli SSSI in Scozia sono disponibili sul registro SSSI, ospitato da Registers of Scotland.
La decisione di notificare un SSSI è presa dall'ente di conservazione della natura competente (l'ente di conservazione appropriato) per quella parte del Regno Unito: Northern Ireland Environment Agency, Natural England, NatureScot o Natural Resources Wales. Gli SSSI sono stati originariamente istituiti dal National Parks and Access to the Countryside Act 1949, ma l'attuale quadro giuridico per gli SSSI è fornito in Inghilterra e Galles dal Wildlife and Countryside Act 1981, modificato nel 1985 e ulteriormente modificato sostanzialmente nel 2000 (dal Countryside and Rights of Way Act 2000), in Scozia dal Nature Conservation (Scotland) Act 2004 e in Irlanda del Nord dal Nature Conservation and Amenity Lands (Northern Ireland) Order 1985. Gli SSSI sono anche coperti dal Water Resources Act 1991 e dalla legislazione correlata.
Una SSSI può essere realizzata su qualsiasi area di terreno considerata di particolare interesse in virtù delle sue caratteristiche faunistiche, floristiche, geologiche o fisiografiche/geomorfologiche.
La notifica SSSI può riguardare qualsiasi "terreno" all'interno dell'area dell'ente di conservazione della natura pertinente, compresi i terreni asciutti, i terreni coperti da acqua dolce. La misura in cui un SSSI/ASSI può estendersi verso il mare varia da paese a paese. In Scozia un SSSI può includere la terra intertidale fino a significare una sorgente di acqua bassa o fino all'estensione dell'area dell'autorità di pianificazione locale, quindi possono essere incluse solo aree limitate di estuari e acque costiere oltre MLWS. In Inghilterra, Natural England può notificare un SSSI sulle acque dell'estuario e altre acque adiacenti in determinate circostanze (sezione 28 (1A e 1B) del Wildlife and Countryside Act 1981 come modificato dalla Parte 2 dell'Allegato 13 del Marine and Coastal Access Act 2010).
L'accesso agli SSSI è lo stesso che per il resto delle campagne del Paese di riferimento. La maggior parte delle SSSI/ASSI sono di proprietà privata e fanno parte di fattorie, foreste e tenute. In Scozia, le persone possono esercitare i propri diritti di accesso responsabile per visitare gli SSSI.
Al momento della designazione di una SSSI/ASSI, l'organismo di conservazione della natura competente deve informare formalmente le parti interessate e concedere loro un termine per presentare osservazioni prima di confermare la notifica. Quando si crea un nuovo SSSI/ASSI la designazione ha effetto legale dalla data di notifica. Le parti interessate includono il governo centrale, le autorità di pianificazione locale, le autorità del parco nazionale, tutti i proprietari e gli occupanti del terreno, enti pubblici competenti come i fornitori di servizi, ad esempio le società idriche. In Scozia, NatureScot deve anche notificare ai consigli comunitari competenti e al gruppo comunitario che hanno registrato un interesse nel terreno.
La notifica comprende una descrizione del territorio e delle caratteristiche naturali per le quali è notificata ("la citazione"), una mappa di confine e un elenco degli atti o omissioni (attività) che l'organismo di conservazione della natura regola attraverso il rilascio di consensi.
Le varie leggi proteggono le caratteristiche di interesse degli SSSI dallo sviluppo, da altri danni e (dal 2000 in Inghilterra) anche dall'incuria. La protezione non è necessariamente assoluta: generalmente richiede che l'interesse SSSI sia considerato adeguatamente rispetto ad altri fattori.
Le autorità di pianificazione locali sono tenute ad adottare nei loro piani di sviluppo politiche che proteggano gli SSSI. Sono quindi tenuti a consultare l'ente di conservazione appropriato sulle applicazioni di pianificazione che potrebbero influenzare l'interesse di un SSSI (un tale sviluppo potrebbe non essere all'interno o anche vicino al SSSI stesso). L'effetto di ciò è impedire che lo sviluppo danneggi l'interesse, tranne quando il valore di tale interesse è superato da qualche fattore più importante, ad esempio un requisito per una strada principale, un porto o un oleodotto. L'obbligo di consultazione copre qualsiasi sviluppo che potrebbe influenzare l'interesse, non solo gli sviluppi all'interno della stessa SSSI – ad esempio, uno sviluppo molto a monte di una SSSI delle zone umide potrebbe richiedere la consultazione. Si noti che alcuni sviluppi potrebbero essere neutri o vantaggiosi, anche se sono all'interno della stessa SSSI: il punto critico è se danneggiano le caratteristiche d'interesse.
I proprietari e gli occupanti delle SSSI (Scozia, Inghilterra, Galles) sono tenuti a ottenere il consenso dall'ente per la conservazione della natura competente se desiderano svolgere, far svolgere o autorizzare lo svolgimento all'interno della SSSI di una qualsiasi delle attività elencate nella notifica. In precedenza queste attività erano chiamate "operazioni potenzialmente dannose" o DOP. Secondo gli attuali accordi legali, sono chiamate "operazioni che richiedono il consenso" o ORC (Scozia), o "operazioni che possono danneggiare l'interesse della SSSI" o OLD (Inghilterra e Galles). L'elenco di ORC/OLD per ogni SSSI è unico per quel sito, sebbene tutti derivino da un elenco standard per quel paese. Gli ORC/OLD non sono attività "vietate": l'elenco include attività che danneggerebbero l'interesse, ma anche molte che potrebbero essere vantaggiose. Ad esempio, il " pascolo " (un elemento standard nell'elenco) richiederebbe il consenso, anche su una prateria gessosa o una brughiera dove il pascolo è una parte essenziale della gestione. In Inghilterra e Galles l'elenco degli OLD è quasi lo stesso per ogni SSSI - e l'elenco per un SSSI ometterà solo le attività impossibili su un particolare SSSI (come la pesca in assenza di acqua) e le cose che richiedono un permesso di pianificazione (che sono oggetto del processo di consultazione dell'autorità di pianificazione locale). In Scozia, e in seguito all'attuazione del Nature Conservation (Scotland) Act 2004, Scottish Natural Heritage (prima che si chiamasse NatureScot) ha rivisto gli elenchi ORC per ogni SSSI e ha rimosso quelle attività che era improbabile che si verificassero e che se dovessero verificarsi non danneggerebbero le caratteristiche naturali protette, e altre attività adeguatamente regolate da altri regimi statutari. L'intenzione era quella di eliminare la necessità per i proprietari e gli occupanti di ottenere il consenso SSSI nonché licenze/permessi da altre autorità (che devono consultare NatureScot prima di determinare tali domande). Gli SSSI puramente geologici hanno spesso elenchi OLD molto più brevi.
Se un'attività proposta non pregiudica l'interesse o è vantaggiosa per essa, l'organismo di conservazione rilascerà un "consenso" che consente di svolgerla senza ulteriori consultazioni. Se fosse dannoso, l'organismo di conservazione può rilasciare il consenso subordinato a condizioni o rifiutare la domanda. In caso di mancato consenso scritto l'operazione non deve procedere. Le condizioni possono riguardare qualsiasi aspetto rilevante dell'operazione proposta e possono, ad esempio, limitarne la tempistica, l'ubicazione o l'intensità. Il processo è leggermente diverso quando il proprietario o l'occupante è un ente pubblico, ma l'effetto è sostanzialmente simile.
L'ente competente per la conservazione della natura invia a tutti i proprietari e occupanti di un SSSI una "dichiarazione di gestione del sito" specifica del sito che descrive la gestione ideale (potrebbero essere disponibili sovvenzioni per aiutare la gestione dei fondi). I proprietari e gli occupanti sono incoraggiati a svolgere questa gestione, che in molti (ma non tutti) casi sarà una continuazione della gestione storica del terreno. Se un proprietario o un occupante non è disposto o non è in grado di eseguire la gestione, in ultima analisi l'organismo di conservazione può richiederne l'esecuzione. Gli enti pubblici che possiedono o occupano una SSSI hanno il dovere di gestirla adeguatamente. Le dichiarazioni di gestione del sito per SSSI in Scozia sono disponibili per il download dal sito Web NatureScot utilizzando la funzione "Sitelink".
La legge che protegge gli SSSI ora copre tutti, non solo gli enti pubblici, i proprietari e gli occupanti degli SSSI. In precedenza, le attività di "terze parti" non erano illegali ai sensi della legislazione SSSI. Ciò significava che le attività dannose come lo scarico illegale di rifiuti, lo scavo intensivo di esche o il trail bike su un SSSI erano vietate solo se eseguite (o consentite) dal proprietario o dall'occupante, non se eseguite da trasgressori o nell'ambito dei diritti pubblici. L'effetto è stato, ad esempio, quello di consentire il controllo del trail bike legale sugli SSSI (se dannoso per l'interesse), ma non il trail bike illegale. Questa scappatoia è stata chiusa dal Countryside and Rights of Way Act 2000 e dalla sezione 19 del Nature Conservation (Scotland) Act 2004.
I fondi per il monitoraggio degli SSSI in Inghilterra sono stati tagliati da £ 1,58 milioni nel 2010 a £ 700.000 nel 2018, causando la preoccupazione che molti SSSI non siano stati ispezionati negli ultimi sei anni, come richiesto dalle linee guida. Dal referendum sull'uscita dall'UE nel 2016, più di 450 dipendenti sono stati trasferiti al Dipartimento per l'ambiente, l'alimentazione e gli affari rurali (Defra). Le aree trascurate includono Exmoor, il Lake District, i Pennines e The Wash.

## La notifica
Il processo di designazione di un sito come Interesse Scientifico Speciale è chiamato "notifica"; segue la consultazione con i proprietari e gli occupanti del sito e la notifica viene quindi confermata o ritirata (in tutto o in parte). Al momento dell'approvazione del Wildlife and Countryside Act 1981 già esistevano molti SSSI, notificati nei decenni precedenti ai sensi del National Parks and Access to the Countryside Act 1949. Ciascuno di questi è stato considerato a sua volta, e denotificato, o rinotificato, portato secondo le disposizioni della nuova legge, spesso con cambiamenti di confine. Questo complesso processo ha richiesto circa dieci anni per essere completato per le diverse migliaia di SSSI.
Ai fini della selezione della tranche originale di SSSI, i predecessori di Natural England (il Nature Conservancy, il Nature Conservancy Council e English Nature) utilizzavano un sistema denominato "aree di ricerca" (AOS). In Inghilterra questi erano in gran parte basati sulle contee amministrative 1974-1996 (con contee più grandi divise in due o più aree), mentre in Scozia e Galles si basano su distretti. I singoli AOS hanno estensione compresa tra 400 km² (150 mi²) e 4 000 km² (1 500 mi²).